# Hellbezugswert

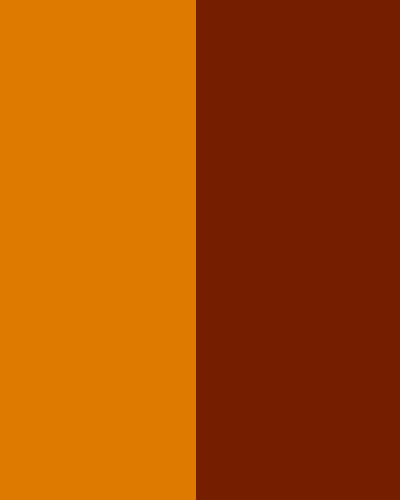
Einfluss des Hellbezugswertes auf die Farbwahrnehmung:
A = 66 ergibt Orange,
A = 30 ergibt Braun.

Der Hellbezugswert A kennzeichnet die Helligkeit einer Körperfarbe so, wie sie das menschliche Auge bewertet, im Vergleich zur Helligkeit einer anderen, gleichzeitig gesehenen Körperfarbe.  

## Definition
Der Hellbezugswert ist eine relative Leuchtdichte, die beschreibt, wie hell eine Körperfarbe im Vergleich zu einer ideal weißen, nach Stärke, Richtung und Qualität ebenso beleuchteten Fläche ist. Lichttechnische Kenngröße hierfür ist der spektrale Remissionsgrad oder auch Leuchtdichtefaktor:
{\displaystyle \beta _{v}={\frac {L}{L_{w}}}\leq 100\%}
mit
- der Leuchtdichte L der beprobten und
- der Leuchtdichte Lw der (ideal) weißen Fläche.

Mithin wird der gegenseitige Bezug zwischen Körperfarben bewertet, da nicht die absolute Leuchtdichte die Farbe bestimmt.
Für die visuelle Bewertung im CIE-System wird die grüne Primärvalenz an die spektrale Augenempfindlichkeit V(λ) des Tagsehens angepasst.
Da das Messprinzip auf dem Lambert-Beerschen Gesetz beruht, ist immer vom spektralen Remissionsgrad auszugehen, d. h. entweder wird mit monochromatischem Licht gemessen oder zumindest mit einem Spektralphotometer an der aufgespaltenen Linie. Entsprechend ist bei Durchsichtsfarben die Messgröße der spektrale Transmissionsgrad. 
Um störende Faktoren wie den Glanz einer glatten Fläche oder die Rauigkeit der Struktur auszuschließen, muss man bestimmte Messbedingungen einhalten. Üblicherweise benutzt man hierfür eine Ulbrichtsche Kugel, mit der entweder das eingestrahlte Licht auf oder das abgestrahlte „Messlicht“ diffus von der Farbfläche geleitet werden kann.
Ersatzweise zur Leuchtdichte wird (vorwiegend in der Lichttechnik) der Lichtstrom gemessen und das Messergebnis als Reflexionsgrad bezeichnet. 
Die Bedeutung der relativen Helligkeit hatte als erster Wilhelm Ostwald erkannt. Er bezeichnete deshalb Körperfarben als bezogene Farben; auch der Begriff „gebundene Farben“ ist hierfür gebräuchlich, als Gegensatz zur freien Farbe. Die freie Farbe wird wahrgenommen, wenn eine farbige Fläche durch eine Blende so betrachtet wird, dass die Struktur dieser Fläche unbeachtet bleibt. 

## Mathematische Zusammenhänge
Der Hellbezugswert A ist die Größe der Hellachse im Lab-Farbraum und steht in folgender Beziehung zum L*a*b*-Hellwert: 
{\displaystyle L^{*}=116\cdot \ {\sqrt[{3}]{\frac {Y}{Y_{n}}}}-16} (ergibt {\displaystyle L^{*}=100} für {\displaystyle Y=Y_{n}})
Zwischen Hellbezugswert und der Koordinate des CIE-Farbraumes besteht die Beziehung A ≡ Y. Dies beruht auf der bereits erwähnten Anpassung der Grünkoordinate an die spektrale Empfindlichkeitskurve für das Tagessehen. Die dritte Wurzel entspricht der verbreiteten (etwa) logarithmischen Abhängigkeit zwischen physikalischem Reiz und physiologischer Wahrnehmung.
{\displaystyle \Rightarrow A=Y=Y_{n}\cdot \left({\frac {L^{*}+16}{116}}\right)^{3}}
Letztlich gilt diese Beziehung aber nur für den 2°-Normalbeobachter im CIE-Farbraumsystem wegen der Angleichung von Y an das Tagessehen. Der Hellbezugswert tritt dagegen unabhängig von den jeweils gewählten Primärvalenzen auf. 
Der genaue Bezug zwischen fotometrischen und farbmetrischen Leuchtdichten wird durch das Abneysche Gesetz hergestellt: 
{\displaystyle L=L_{R}\cdot R+L_{G}\cdot G+L_{B}\cdot B}
mit
- den Leuchtdichte-Beiwerten Lk, die zur jeweiligen Primärvalenz gehören.

Für das CIE-System gilt damit R=X, G=Y und B=Z. Zudem wurde definiert LX LZ = 0, deshalb gilt LY=1, somit ist der Hellbezugswert vom Zahlenwert der Farbvalenz Y=G gleich, wenn auch Interpretationsunterschiede zwischen beiden Größen bestehen:
{\displaystyle {\begin{aligned}L_{CIE}&=L_{R}\cdot X+L_{G}\cdot Y+L_{B}\cdot Z\\&=L_{X}\cdot X+L_{Y}\cdot Y+L_{Z}\cdot Z\\&=0\cdot X+1\cdot Y+0\cdot Z\\&=Y\end{aligned}}}